# Station Podłęże
Station Podłęże is een spoorwegstation in de Poolse plaats Podłęże.

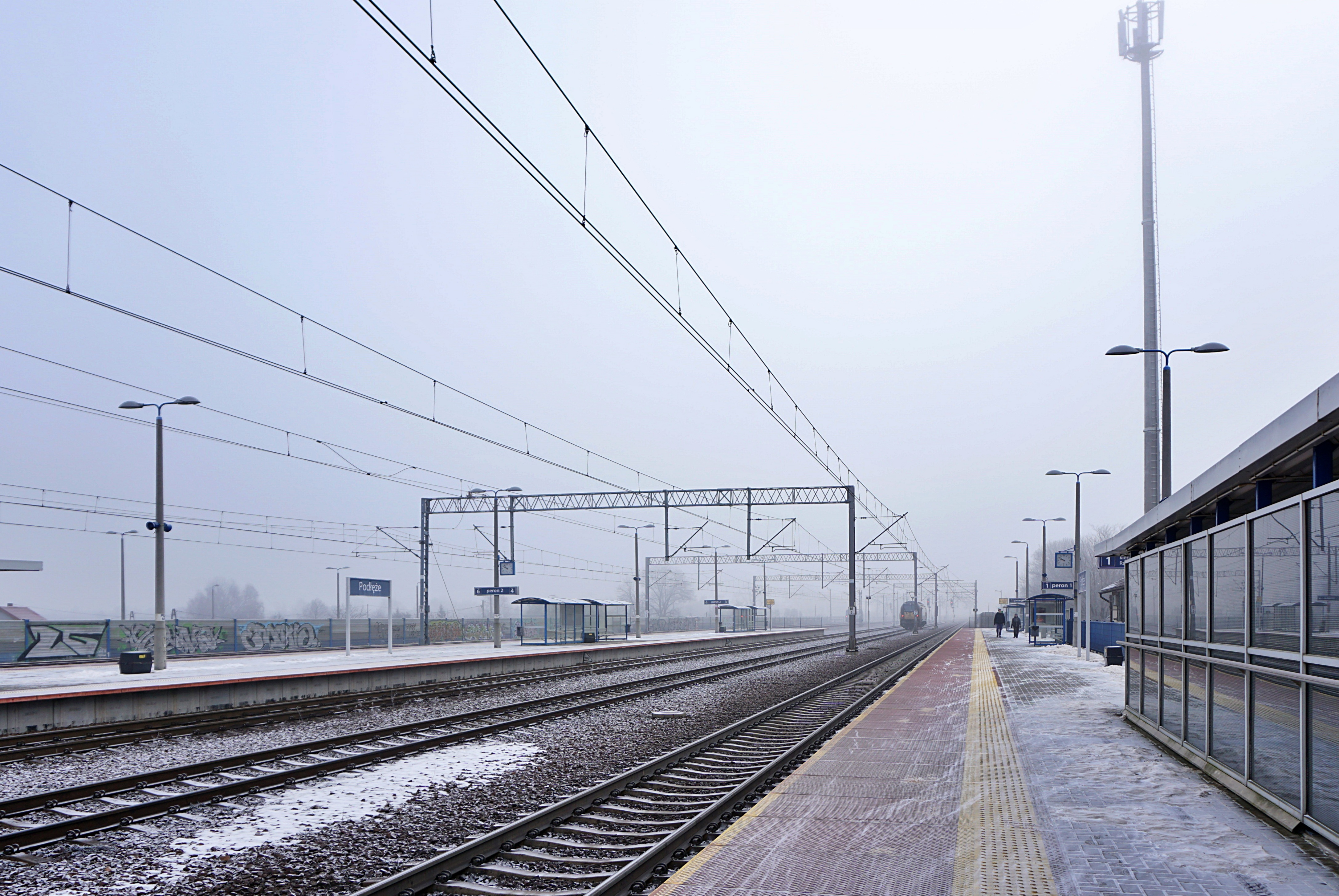
Uitzicht naar het oosten